# Herning Blue Fox
Herning Blue Fox er en dansk ishockeyklub fra Herning som spiller i den bedste danske række, Metal Ligaen. Klubben blev stiftet den 1. oktober 1998 og er eliteafdeling for amatørklubben Herning Ishockey Klub. Klubben har vundet det danske mesterskab 16 gange, hvis man medregner titler vunder af moderklubben Herning IK, senest i 2012, og Pokalturneringen syv gange.
Klubben har flere gange deltaget i IIHF Continental Cup kulminerende med sæsonen 2015-16, hvor den vandt sølvmedaljer.

## Titler og medaljer

### Danmarksmesterskabet
- Guld (16): 1973, 1977, 1987, 1991, 1992, 1994, 1995, 1997, 1998 (som Herning IK), 2001, 2003, 2005, 2007, 2008, 2011, 2012 (som Herning Blue Fox)
- Sølv (9): 1975, 1985, 1990, 1993 (som Herning IK), 2000, 2009, 2016, 2018,  2023 (som Herning Blue Fox)
- Bronze (7): 1974, 1981, 1989, 1996 (som Herning IK), 2002, 2006, 2010 (som Herning Blue Fox)

### Pokalturneringen
- Pokalmester (8): 1991, 1994, 1996, 1998 (som Herning IK), 2012, 2014, 2015, 2023, 2025 (som Herning Blue Fox)
- Pokalfinalist (5): 1992 (som Herning IK), 2002, 2006, 2009 2022 (som Herning Blue Fox)

### IIHF Continental Cup
- Sølv (2): 2016, 2024